# Noritake Takahara
Noritake Takahara (japonès: 高原敬武)  (Tòquio, 6 de juny de 1951) va ser un pilot de curses automobilístiques japonès que va arribar a disputar curses de Fórmula 1.

## A la F1
Noritake Takahara va debutar a la F1 a la setzena i última cursa de la temporada 1976 (la 27a temporada de la història) del campionat del món de la Fórmula 1, disputant el 24 d'octubre del 1976 el G.P. del Japó al circuit de Fuji.
Va participar en dues curses puntuables pel campionat de la F1, disputades en dues temporades consecutives (1976-1977) aconseguint una novena posició com millor classificació en una cursa i no assolí cap punt pel campionat del món de pilots.

## Resultats a la Fórmula 1
| Any  | Equip        | Xassís  | Motor | 1   | 2   | 3     | 4     | 5   | 6   | 7   | 8   | 9   | 10  | 11  | 12  | 13  | 14  | 15  | 16    | 17      | Posició | Punts |
| ---- | ------------ | ------- | ----- | --- | --- | ----- | ----- | --- | --- | --- | --- | --- | --- | --- | --- | --- | --- | --- | ----- | ------- | ------- | ----- |
| 1976 | Team Surtees | Surtees | Ford  | BRA | SUD | O.USA | ESP   | BEL | MON | SUE | FRA | GBR | ALE | AUT | HOL | ITA | CAN | USA | JAP 9 |         | -       | 0     |
| 1977 | Kojima       | Kojima  | Ford  | ARG | BRA | SUD   | O.USA | ESP | MON | BEL | SUE | FRA | GBR | ALE | AUT | HOL | ITA | USA | CAN   | JAP Ret | -       | 0     |

### Resum
| Curses: | Victòries: | Pòdiums: | Poles: | Voltes ràpides: | Punts: |
| ------- | ---------- | -------- | ------ | --------------- | ------ |
| 2       | 0          | 0        | 0      | 0               | 0      |